# Ново-Щедринська
Ново-Щедринська (рос. Ново-Щедринская) — станиця у Шелковському районі Чечні Російської Федерації.
Населення становить 2442 особи (2019). Входить до складу муніципального утворення Ново-Щедринське сільське поселення.

## Історія
Згідно із законом від 14 липня 2008 року органом місцевого самоврядування є Ново-Щедринське сільське поселення.

## Населення
| 1926  | 1990  | 2002  | 2009  | 2010  | 2012  | 2013  |
| ----- | ----- | ----- | ----- | ----- | ----- | ----- |
| 2117  | ↘1501 | ↗2115 | ↗2350 | ↘2044 | ↗2147 | ↗2189 |
| 2014  | 2015  | 2016  | 2017  | 2018  | 2019  |       |
| ↗2257 | ↗2297 | ↗2344 | ↗2381 | ↗2413 | ↗2442 |       |